# Les Cabanetes
Les Cabanetes és una partida del terme municipal de la Torre de Cabdella, dins del seu terme primigeni, al Pallars Jussà.
Està situada al sud-est del poble d'Aiguabella, sota les Roques d'Altars, en el vessant nord-occidental de lo Tossal.